# FC ViOn Zlaté Moravce
Maillots
Actualités
Le FC ViOn Zlaté Moravce est un club slovaque de football. Il est basé à Zlaté Moravce. 

## Bilan sportif

### Palmarès
- Coupe de Slovaquie : 
  - Vainqueur : 2007

- Supercoupe de Slovaquie : 
  - Finaliste : 2007

### Bilan européen
Note : dans les résultats ci-dessous, le score du club est toujours donné en premier
| Saison    | Compétition | Tour            | Club                     | Domicile | Extérieur | Total |
| --------- | ----------- | --------------- | ------------------------ | -------- | --------- | ----- |
| 2007-2008 | Coupe UEFA  | Premier tour Q  | FK Almaty                | 3 - 1    | 1 - 1     | 4 - 2 |
| 2007-2008 | Coupe UEFA  | Deuxième tour Q | Zénith Saint-Pétersbourg | 0 - 2    | 0 - 3     | 0 - 5 |

Légende
- Victoire ou qualification pour le tour suivant
- Match nul
- Défaite ou élimination de la compétition

## Anciens joueurs
- Miloš Glonek